# Shara'b As Salam (huyện)
Huyện Shara'b As Salam là một huyện thuộc tỉnh Ta`izz, Yemen. Đến thời điểm năm 2003, huyện này có dân số 146650 người